# 短刺红螯蛛
短刺红螯蛛（学名：Chiracanthium brevispinum）为管巢蛛科红螯蛛属的动物。分布于朝鲜以及中国大陆的河北、内蒙古、北京、陕西等地，多生活于棉田以及树林。该物种的模式产地在河北。

## 亚种
- 中华蓝管巢蛛（学名：Clubiona coerulescens sinensis），Hu于1979年命名。在中国大陆，分布于湖南、湖北、广东、福建等地，常见于稻田。该物种的模式产地在湖南。[2]